# Marcel Hartel
Marcel Hartel (* 19. Januar 1996 in Köln) ist ein deutscher Fußballspieler. Der Mittelfeld- und ehemalige U21-Nationalspieler stand beim FC St. Pauli unter Vertrag. Im Sommer 2024 wechselte er in die MLS zu St. Louis City.

## Karriere

### Vereine
Hartel begann seine Karriere beim SC West Köln und wechselte im Jahr 2002 in die Jugendabteilung des 1. FC Köln. In der U17 des Vereins stand er 25-mal auf dem Platz und erzielte dabei zwölf Tore. Für die U19 war Hartel 46-mal aktiv und traf 21-mal. Mit dieser Mannschaft wurde er in den Spielzeiten 2013/14 und 2014/15 jeweils Vizemeister in der A-Junioren-Bundesliga Staffel West. Dabei war er 2014/15 mit 15 Toren der erfolgreichste Torschütze seiner Mannschaft.
Nachdem Hartel in der Saison 2014/15 bereits zu sieben Einsätzen gekommen war, rückte er zur Spielzeit 2015/16 fest zur zweiten Mannschaft auf, die in der Regionalliga West spielt. Am 14. November 2015 erzielte Hartel beim 2:1-Heimsieg gegen den TuS Erndtebrück sein erstes Ligator.
Am 20. Februar 2016 (22. Spieltag) stand Hartel erstmals im Kader der ersten Mannschaft. Er wurde an diesem Spieltag bei der 0:1-Niederlage gegen Borussia Mönchengladbach in der 62. Minute für Filip Mladenović eingewechselt und debütierte somit in der Bundesliga. Am 25. April 2016 unterschrieb Hartel seinen ersten Profivertrag beim 1. FC Köln mit einer Laufzeit bis zum 30. Juni 2019. In der Vorbereitung auf die Saison 2016/17 erlitt Hartel einen Mittelfußbruch und fiel somit einige Zeit aus. Am 21. September 2016 stand er zum ersten Mal wieder für die zweite Mannschaft der Kölner auf dem Platz. In der Bundesliga kam er zu zwei Kurzeinsätzen in der Saison. Am 22. März 2017 soll Hartel im Spiel 1. FC Köln II gegen Fortuna Düsseldorf II einen gegnerischen Spieler angespuckt haben. Er bekam dafür die Rote Karte und war für vier Spiele gesperrt.
Zur Saison 2017/18 wechselte Hartel zum Zweitligisten 1. FC Union Berlin, wobei sich Köln ein Rückkaufrecht sicherte. Am 31. Januar 2019 erzielte Hartel im Ligaspiel gegen seinen ehemaligen Verein 1. FC Köln die 1:0-Führung nach weniger als einer Minute Spielzeit per Fallrückzieher und wurde von der Sportschau als Torschütze des Monats sowie am Jahresende als Torschütze des Jahres ausgezeichnet. Mit Union stieg er am Saisonende nach erfolgreichen Relegationsspielen gegen den VfB Stuttgart in die Bundesliga auf. Am 27. Juli 2019 gab der Berliner Verein den Wechsel Hartels zum Zweitligisten Arminia Bielefeld bekannt. Mit den Ostwestfalen gewann er in der Spielzeit 2019/20 die Meisterschaft und stieg in die Bundesliga auf. Als Leistungsträger in der Vorsaison gehörte er Anfang der Spielzeit 2020/21 zum unangefochtenen Stammpersonal der Bielefelder und bestritt alle Spiele der Hinrunde. Mit dem Trainerwechsel von Aufstiegscoach Uwe Neuhaus zu Frank Kramer im März 2021 schwand auch Hartels Bedeutung im Mittelfeld der abstiegsbedrohten Ostwestfalen. Hartel musste sich fortan mit einer Reservistenrolle zufriedengeben und kam so bis zum Ende der Saison auf 22 Ligaeinsätze sowie einen im Pokal, als man in der 1. Runde gegen den Regionalligisten Rot-Weiss Essen ausschied.
Anfang August 2021 wechselte Hartel zum Zweitligisten FC St. Pauli. Im Sommer 2024 verlängerte er den Vertrag dort nicht, obwohl er mit diesem Verein den Aufstieg in die erste Liga geschafft hatte. Stattdessen wechselte er in die Major League Soccer zu St. Louis City.

### Nationalmannschaft
Hartel spielte im September 2017 gegen Ungarn (1:2) und den Kosovo (1:0) erstmals für die deutsche U21-Nationalmannschaft. Am 9. November 2017 erzielte er beim 7:0-Sieg in Aserbaidschan drei Tore.

## Erfolge
Vereine
- Aufstieg in die Bundesliga (3): 2019 (1. FC Union Berlin), 2020 (Arminia Bielefeld), 2024 (FC St. Pauli)
  - als Meister der 2. Bundesliga (2): 2020, 2024

Individuell
- Torschütze des Monats: Januar 2019
- Torschütze des Jahres: 2019